# Alexandre Sarnes Negrão

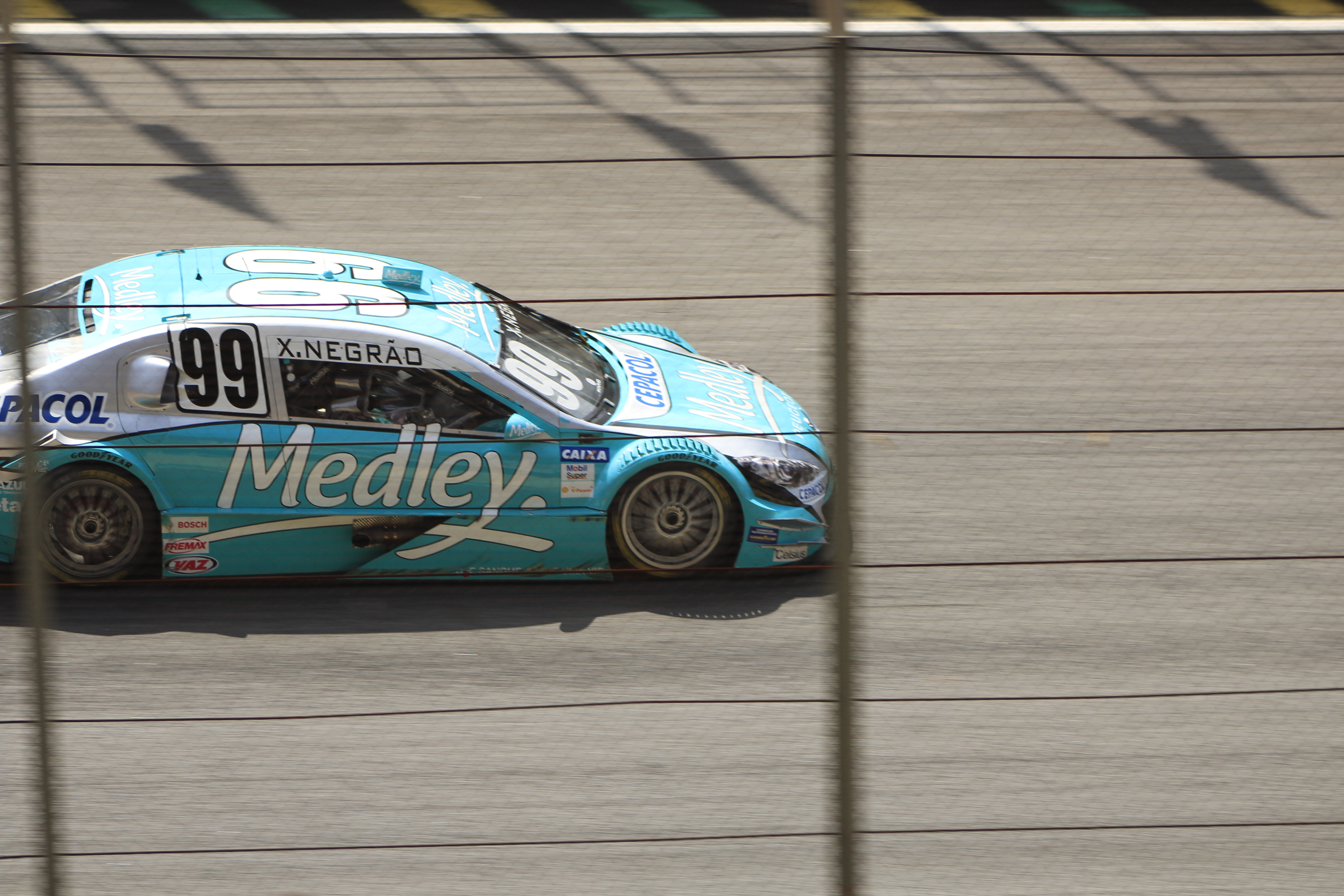
Alexandre Sarnes Negrão im Peugeot 408, bei einem Rennen der brasilianischen Stock-Car-Meisterschaft 2012

Alexandre Sarnes Funari Negrão (* 14. Oktober 1985 in Brasilien) ist ein ehemaliger brasilianischer Rennfahrer. Er ist der ältere Bruder von André Negrão.

## Karriere
Negrãos Karriere begann 1998 mit dem Kartsport und wechselte 2003 in die südamerikanische Formel 3, in der er für das Piquet-Sports-Team fuhr. Das Team wurde eigentlich nur gegründet, um Nelson Angelo Piquet den Weg in die Formel 1 zu ebnen. Negrão fuhr in dem Team bis Ende 2004 und konnte diese Saison als Meister abschließen. Außerdem fuhr er im selben Jahr noch zwei Rennen in der britischen Formel 3 für das Carlin-Team.
Von 2005 bis 2007 fuhr er wieder für das Piquet-Team in der GP2-Serie als Nummer-1-Fahrer. Seine beste Platzierung war ein zweiter Platz beim Rennen in Imola in der Saison 2007.
In der Saison 2007/2008 des A1 Grand Prix fuhr Negrão in acht Rennen für das A1 Team Brasilien. Derzeit fährt er in der FIA-GT-Meisterschaft für das Team Bartels in der Klasse GT1. Er teilt sich das Cockpit mit Miguel Ramos.

## Statistik

### Ergebnisse Formel GP2
| Saison | Team                  | Startnummer | Rennen | Poles | Siege | Endplatzierung |
| ------ | --------------------- | ----------- | ------ | ----- | ----- | -------------- |
| 2005   | HiTech/Piquet Racing  | 04          | 23     | 2     | 0     | 19             |
| 2006   | Piquet Sports         | 12          | 21     | 0     | 0     | 13             |
| 2007   | Minardi Piquet Sports | 03          | 21     | 0     | 0     | 20             |

### Le-Mans-Ergebnisse
| Jahr | Team                  | Fahrzeug          | Teamkollege   | Teamkollege   | Platzierung | Ausfallgrund |
| ---- | --------------------- | ----------------- | ------------- | ------------- | ----------- | ------------ |
| 2008 | Vitaphone Racing Team | Aston Martin DBR9 | Peter Hardman | Nick Leventis | Ausfall     | Motorschaden |